# 31453 Arnaudthiry
31453 Arnaudthiry è un asteroide della fascia principale. Scoperto nel 1999, presenta un'orbita caratterizzata da un semiasse maggiore pari a 2,8051552 au e da un'eccentricità di 0,1765819, inclinata di 8,81384° rispetto all'eclittica.